# Municipio de Summerset
El municipio de Summerset (en inglés: Summerset Township) es un municipio ubicado en el condado de Adair en el estado estadounidense de Iowa. En el año 2000 el municipio tenía una población de 1.026 habitantes y una densidad poblacional de 11,1 personas por km². Además, en su territorio se encuentra la ciudad de Fontanelle.

## Geografía
El municipio de Summerset se encuentra ubicado en las coordenadas 41°17′17″N 94°31′33″O / 41.28806, -94.52583..